# Nhà thờ Tin lành ở Kieżmark
Nhà thờ Tin lành ở Kieżmark (tiếng Slovakia: Kościół ewangelicki w Kieżmarku) là một nhà thờ được xây dựng theo phong cách chiết trung, tọa lạc ở thị trấn Kežmarok, vùng Prešov, Slovakia. Vào ngày 4 tháng 12 năm 1981, nhà thờ này được ghi danh vào Danh sách Di tích Trung ương theo quyết định của Bộ Văn hóa Cộng hòa Slovakia.

## Lịch sử
Nhà thờ Tin lành ở Kieżmark được xây dựng dựa trên bản thiết kế của một kiến trúc sư nổi tiếng người gốc Viên tên là Theofil von Hansen. Lúc bấy giờ, ông là kiến trúc sư trưởng quốc gia và là giáo sư kiến trúc tại Học viện Khoa học Vienna. Chủ nghĩa chiết trung thể hiện trong bản thiết kế của Theofil von Hansen rất thú vị với đầy đủ yếu tố của các phong cách kiến trúc: Romanesque, Phục hưng, Byzantine, Mauritania và Ả Rập.
Nghi thức đặt viên đá đầu tiên diễn ra vào năm 1872. Viktor Lazary chỉ đạo việc xây dựng ngôi nhà thờ này. Công việc xây dựng bắt đầu vào năm 1879, và đến năm 1880 nhà thờ đã được lợp mái. Tuy nhiên, do thiếu kinh phí, việc xây dựng nhà thờ bị treo trong 11 năm sau đó. Cuối cùng, công cuộc xây dựng cũng hoàn thành và nhà thờ được thánh hiến vào ngày 2 tháng 12 năm 1894.